# Светац
Светац (на хърватски: Svetac) е хърватски остров в Адриатическо море, един от най-изолираните и до днес. Наричан е и Свети Андрей, но под същото име е известен и един остров срещу Дубровник, както и морски фар. Сред местните островът е познат и под името Щондрия (Štondrija).

## Общи сведения
Светац е разположен на 25 км западно от остров Вис. Площта му е едва 4 км². Има дължина 3,5 км, ширина 1,5 км, а бреговата линия е 11,97 км. Островът има формата на хребет, издължен в посока от североизток на югозапад. Бреговете му са стръмни и високи. Единственият достъпен залив е Слатина в югоизточната му част. Точно там са останали и няколко къщи от някогашното село Слатина. Най-високата точка на Светац е връх Коса (316 м).
Светац е сравнително отдалечен от другите острови в Адриатическо море. На запад от него е малкият вулканичен остров Ябука (в превод от хърватски Jabuka – „ябълка“), който е необитаем. На 2,5 км на югоизток е разположен също такъв малък необитаем вулканичен остров – Брусник.

## Растителност
По-голямата част от острова е покрита със средиземноморски макове, в изобилие по северните склонове расте и жасминът. Близо до напуснатото село Слатина все още стоят някогашните рожкови насаждения. По южните склонове са били отглеждани лозя, но повечето от тях вече са загинали.

## Население
Според преброяването през 1951 г. на Светац са живели 51 души, но последният жител е починал през 2000 г. Всички жители са били членове на фамилията Занки, преселили се на острова преди около 260 години (в средата на XVIII в.). Понастоящем островът не се обитава. Представители на рода Занки идват по около четири до шест месеца в годината да поддържат имотите на дедите си, занимават се с риболов, някои все още правят червено вино и зехтин. Повечето от тях живеят в град Комижа на остров Вис.
В по-далечното минало на едно от южните възвишения на Светац е имало бенедиктински манастир и последователите на ордена са обитавали мястото докъм края на XV или началото на XVI в.
Главното селище на острова (напуснато) е било Свети Андрей.
На Светац няма питейна вода затова тези, които го посещават, дори и сега събират дъждовна вода в специални контейнери.